# Assassinat de Bianca Devins
L'Assassinat de Bianca Devins es produí el 14 de juliol de 2019, Brandon Andrew Clark va assassinar Bianca Michelle Devins després de veure-la fent un petó a un altre home, tot i que els informes policials digueren que l'assassinat fou premeditat. Tot seguit s'intentà suïcidar, però no ho aconseguí i fou acusat d'assassinat en segon grau. En el judici se'l declarà culpable d'assassinat i fou sentenciat a 25 anys de presó.
Clark i Devins eren amics abans del seu assassinat; però no és clar el grau íntim a què varen arribar. Clark declarà que era el seu xicot i que ell "volia anar més enllà" encara. La policia va confirmar que entre els dos si que hi havia una relació íntima. La germana de Devins afirmà que Clark era un amic familiar proper, mentre que altres temien que era una persona explosiva. Un amic d'infantesa va declarar que el veia com una persona "obsessiva" i diversos usuaris en mitjans de comunicació i xarxes socials el van descriure com a assetjador i un incel.
L'assassinat de Devins va rebre molta atenció mediàtica i fou notícia a molts mitjans de comunicació i xarxes socials. I els informes inicials acabaren plens de confusions i desinformacions fruit del rebombori. Les fotos del seu cadàver van ser preses per Clark i compartides àmpliament en línia, despertant tota mena de burles i també. La resposta de les empreses propietàries de mitjans de comunicació i xarxes socials fou subjecte a crítica dirigida al fet que s'hauria d'haver introduït legislació inspirant-se en el cas de Devins. Els comentaristes parlaren de la naturalesa única del delicte i la seva relació amb l'estructura dels mitjans de comunicació i xarxes socials.

## Rerefons

### La relació prèvia a l'assassinat
És creu que Bianca Michelle Devins, també coneguda com Bianca Ahren (nascuda el 2 d'octubre de 2001), i Brandon Andrew Clark (nascut el 6 d'octubre de 1997), es varen conèixer a Instagram l'abril de 2019, després que Clark havia començat a seguir-la a ella a aquesta xarxa social. Més tard es conegueren persona quan Clark assistí a un partit de graduació de l'institut.
Tot i que tenien una relació en termes amistosos; Devins era conscient que Clark "volia més", i ocasionalment ell s'autoanomenava xicot d'ella, tot i que Devins no ho afirmava pas.lla va Ea explicar a la seva mare, Kim, qfins i tot no desitjana quedar en una cita romàntica amb el ta Clark. La policia va descriure la seva amistat com a "personalment ína uperò n"—amics i la família van del contririent. Un de Devins' les germanes li van cridar un amic familiar confiat.
Tot i que no hi havia evidències que Clark fos abusiu, sí que el seu historial d'Internet suggerí que s'havia obsessionat amb Devins. Va guardar fotos d'ella i va rastrejar les seves xarxes socials, enviant-li missatges que la molestaven. Un dels amics de Devins arribà a preocupar-se que ell pogués abusar d'ella quan els dos estiguessin sota els efectes de les drogues, que segons digué aquest amic, Clark li subministrava a Devins perquè aquesta estigués temps amb ells.

### Biografies de Devins i Clark
Clark va créixer en una llar inestable, el seu pare insultava de forma regular la seva mare, i fins i tot una vegada l'amenaçà amb un ganivet durant diverses hores. Per això Clark acabà en un programa dacolliment estatal. En conèixer Clark, la mare de Devins el va descriure com "encantador" i "educat". Però per contra, un amic d'infantesa el definia com a obsessiu, destacant les seves fixacions amb Pokémon i lolicon.
Devins es va matricular a la Mohawk Valley College a Utica per estudiar psicologia. Va tenir poc contacte amb el seu pare, qui la seva mare es referia com un home "emocionalment abusiu". Devins lluità amb diverses malalties mentals, en forma de depressió, ansietat, trastorn límit de la personalitat, i trastorn per estrès posttraumàtic, el qual era una gran preocupació per la seva gent més pròxima. Després de revelar una fantasia d'autolesionar-se, a un sanitari mental, va ser posat un mes en tractament psiquiàtric de llarga durada. D'octubre de 2018 a febrer de 2019, estigué en una clínica de salut mental a Albany.
Aïllat per la seva malaltia mental, va trobar refugi a comunitats en línia, com Discord i 4chan. Segons The Post-Standard, Devins havia estat tractant en línia sobre l'assetjament per incels ´durant com a mínim dos anys.

## Assassinat
El 13 de juliol de 2019, la cantant canadenca Nicole Dollanganger actuava a la Ciutat de Nova York, i Devins, Clark i un altre amic seu anomenat Alex hi assistiren. Després de l'espectacle, Clark i Devins varen tornar a Utica. Devins es quedà al darrere del cotxe de Clark, i Clark li recriminà que ella durant el concert fes un petó al seu amic Alex. Devins es disculpà però digué a Clark que no tenien una relació monògama. Insatisfet amb la seva resposta, ell va començar a assetjar-la, i va fer-li lliscar un ganivet gran pel seu coll, ganivet que havia tingut amagat sota el seient del cotxe. Devins fou assassinada a primera hora del matí del 14 de juliol següent. El seu cos gairebé decapitat, va quedar al cotxe mentre Clark construïa una foguera.

Després que Devins fos morta, Clark va trucar diversos membres de la família. La seva trucada semblava més aviat una nota de suïcidi, i els incitava a trucar al 911 (el telèfon d'emergències). Ell publicà llavors fotografies del cos de Devins a un servidor de Discord, acompanyat del títol: "ho sento foteu-vos, haureu de trobar algú altre sobre qui orbitar". també gravà un vídeo d'abans i durant l'assassinat. Cap a les 7 del matí, els usuaris de Discord notificaren a la policia, que va rebre nombroses "trucades", incloent-hi una d'en Clark, i es contactà amb la família de Devins. En la seva trucada, Clark digué:
"El meu nom és Brandon, la víctima és Bianca Michelle Devins, no em quedaré al telèfon massa estona, perquè jo encara necessito fer la part del suïcidi de l'assassinat-suïcidi".
 A l'arribada de la policia, Clark s'apunyalà al coll i s'intentà suicidar. Havia posat un gran llençol verd per cobrir el cos de Devins i estava retransmetent per Internet menter pujava fotografies a la xarxa. Una nota de suïcidi i el missatge varen ser trobats a l'escena del crim dient: "Que mai no m'oblidis". L'endemà, la policia va confirmar que la víctima era Devins i va acusar Clark d'assassinat en segon grau.
Ganivets, corda, i eines múltiples van ser trobades a l'escena de l'assassinat; evidenciant a la policia, que l'assassinat era premeditat. El detectiu Peter Paladino va creure que l'atac fou premeditat i que Clark desitjava diferenciar-se dels altres "orbitadors beta" (beta és el nom que es donen a certs incels insatisfets amb la seva vida). El sergent de policia Michael Curle creia que Clark desitjava ser famós. L'ajudant de l'advocada de districte del Comtat d'Oneida, Sarah DeMellier va confirmar que Clark havia donat diverses raons per creure que patia de personalitat múltiple.

## Reacció

### Local
Una vigília Devins va ser organitzada el 15 de juliol; el seu funeral tindria lloc el 19 de juliol. Una altra vigília seria també organitzada aquell mes de juliol 2020. El 14 de febrer de 2020, es va organitzar una mostra dels seus dissenys de moda i art. Al llarg de les setmanes, s'organitzaren sessions de suport a l'institut Thomas R. Proctor High School. I el Adirondack Bank Center a l'Utica memorial Auditorium va ser encès també en honor a Devins. Frank Williams, l'avi de Devins, donà les gràcies a la comunitat d'Utica pel seu suport.

### Mitjans de comunicació socials

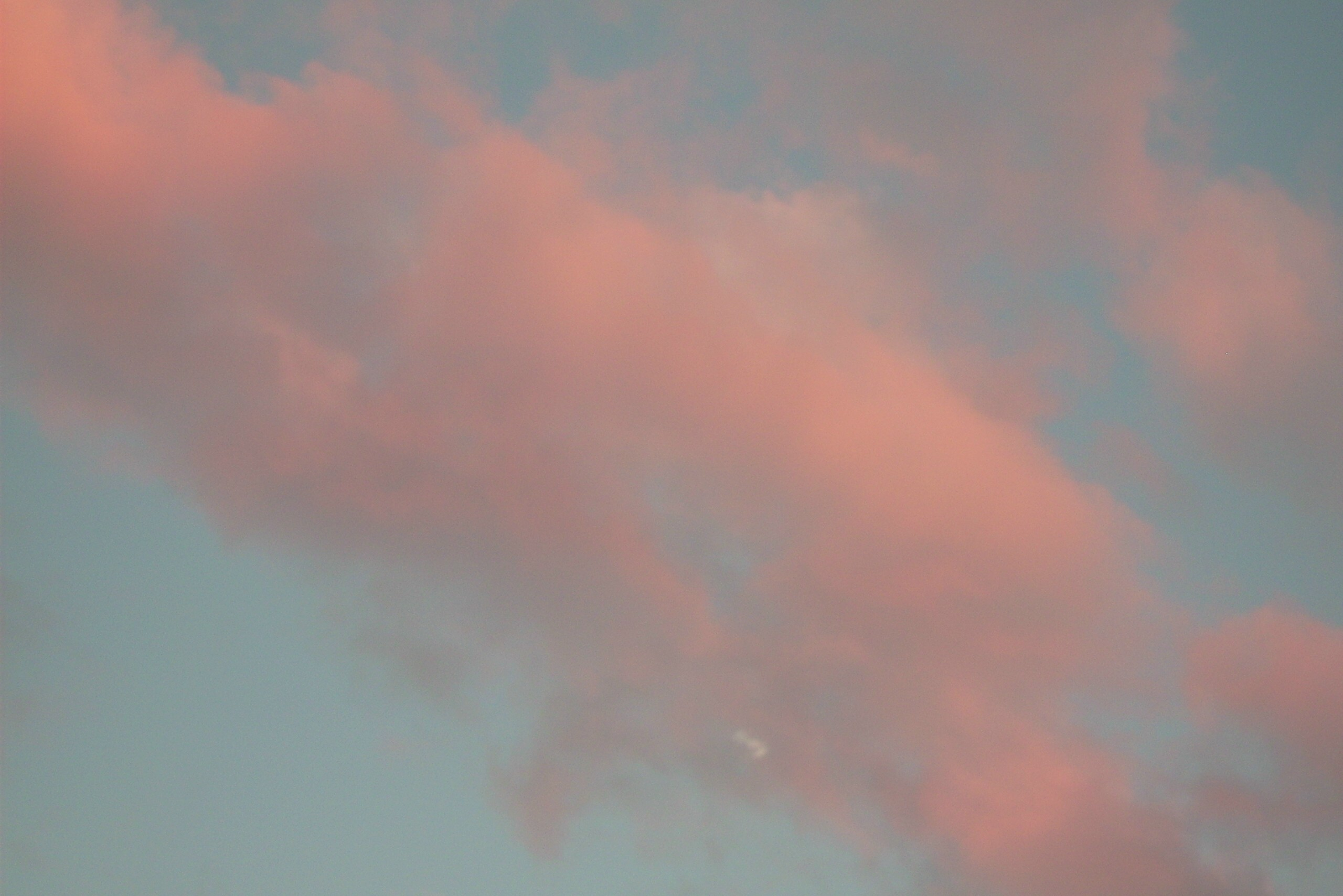
1. pinkcloudsforbianca ser una campanya per publicar fotografies i obres originals on es veiessin núvols de color rosa, per combatre la difusió d'imatges que mostraven el cadàver de Devins.

Les imatges del cadàver de Devins foren àmpliament difoses i compartides als mitjans de comunicació socials com Instagram i Twitter. A més, obtingueren molta repercussió a la pàgina web 4chan amb centenars de missatges que elogiaven Clark per cometre "un altre assassinat de 4chan" i es burlaven de la imatge de "e-girl" de Devins. Els usuaris d'Incels.co i 8chan també celebraren la notícia. El hashtag #ripbianca — que fou tendència breument a Twitter — tenia relació amb l'assassinat i parlava sobre la por dels homes per ser refusats per les dones; en canvi #ectsy i #pinkcloudsforbianca varen ser utilitzats per combatre la difusió de les fotos de Devins. Aparegueren comptes que prometien publicar imatges de l'assassinat de Devins a canvi de m'agrades i seguidors, i buscaven capitalitzar econòmicament els llocs web en nom de la víctima.
La descoberta inicial del cas a Internet es veié relacionada amb tot un seguit de confusions, desinformacions, reclamacions falses i rumors estesos pels usuaris, causat també per la pujada a Internet dels vídeos gravats per Clarks. Diversos tuits d'usuaris de Twitter foren àmpliament compartits —un dels quals arribant als 16.000 compartits— i difonien informacions com que Clark s'identifiqués com un incel. Clark era sovint retratat com a assetjador, ja que perseguí a Devins i la va assassinar després que ella declinés diversos acostaments amb intencions sexuals per part d'ell. I diverses especulacions giraren al voltant de la naturalesa del delicte per si fou un "rampell", o quina mena d'explicació podia tenir, debat que s'estengué per YouTube, Twitter, i Reddit va examinant tota la història personal de Devins.
El doctor James Densley, un professor de justícia criminal, va dir que les imatges podrien causar traumes al públic que les veiés. El seu padrastre—que va patir més assetjament—va informar que havia tingut fins i tot flaixbacs. La germana de Devins, Olivia, va detallar símptimes similars. Kim va dir que "tantes persones han estat afectades per les fotografies, que estan terroritzades per tota la vida i pateixen de trastorn per estrès posttraumàtic, i que són incapaces d'esborrar els records de la seva ment". La representant de les forces de la llei Nicole Dollanganger, i la madrastra de Devins Kaleigh Nicole Rimmer, varen demanar a la població que parés de compartir fotos de l'assassinat.

#### Respostes de les companyies
Instagram i Facebook varen eliminar els comptes de Clark per parar la difusió de les imatges. Facebook va afegir l'empremta digital de les imatges de l'assassinat a la seva base de dades, i l'etiqueta #yesjuliet s'afegí a la llista negra; el servidor de Discord que Clark va utilitzar va ser tancat. Però tot i així per eludir la detecció, les fotos han sigut retallades, realineades i compartides novament fent-les passar per més innòcues. Usuaris que varen intentar informar sobre la difusió de les imatges a Instagram, detectaren que sovint se seguia violant les directrius de la comunitat, tot i els retrets d'un portaveu d'Instagram. La resposta d'Instagram i d'altres llocs web per compartir fotografies de forma viral fou durament criticada per poc eficaç.
Es reportà que algunes imatges van romandre a Instagram fins a quatre dies; la mare de Devins, Kim, va afirmar que al setembre les imatges encara es podrien trobar a Facebook. Els fiscals del judici van dir que les imatges encara es podrien trobar mesos després. Olivia va informar que gairebé dos anys després, encara se li enviaven les fotos. Hany Farid, professor de la Universitat de Califòrnia, Berkeley, la investigació del qual se centra en el forense digital i l'anàlisi d’imatges, va afirmar que Instagram i altres empreses tenien les eines per fer front a la difusió i que la seva inacció limitava amb el fet criminal, malgrat que des d'un criteri estrictament legal la perspectiva digués el contrari.

### Informes sobre la notícia i comentaris
Pel 15 de juliol de 2019, la història havia assolit ja gran difusió als mitjans i era tema destacat mundialment—probablement molt més documentat per la publicitat que en feren del cas els mitjans de comunicació socials que documentaren l'assassinat. Informes inicials de l'assassinat de Devins la descrigueren falsament com una "celebritat d'Instagram" malgrat que només tenia 2.000 seguidors. I molts mitjans de comunicació varen utilitzar l'assassinat per exagerar els perills de conèixer persones a la xarxa, un discurs que Kim criticà fortament.
Melissa Jeltsen, de HuffPost, va recordar que, immediatament després de la mort de Devins, "tothom volia que això signifiqués alguna cosa". Elizabeth Doran, de Siracusa, va assenyalar que el cas estava més estretament relacionat amb "la història molt gastada ... de companys masculins abusius". Queenie Wong de CNET i Densley van trobar que l'assassinat de Devins demostrava els problemes de com responen les xarxes socials a imatges violentes. Molts han assenyalat la connexió a Internet en l’assassinat.
El crim s'ha discutit com un cas de violència domèstica contra les dones causada per masculinitat tòxica. Alguns van veure que la misogínia era rellevant per al context de la mort de Devins. Evelyn Douek, de la Universitat Harvard, va establir paral·lelismes entre compartir fotografies de Devins i compartir vídeos relacionats amb el rodatge de Christchurch. Altres han extret conclusions similars sobre Christchurch, assenyalant que tots dos homes van repetir el meme "subscriu-te a PewDiePie" després dels fets.
Les accions de Clark després de la mort de Devins han estat interpretades com una demostració de control, segons Kim també. La directora de criminologia, Alison Marganski, va dir que el comportament de Clark s'adaptava al perfil d'altres delinqüents homes violents i va especular que se sentia emasculat i volia mostrar la seva força.

## Seqüeles

### Sentència
Clark es va declarar innocent per l'assassinat en segon grau el 29 de juliol de 2019. Més tard, va ser acusat d’haver promogut el contraban de la presó després que els agents de correcció van trobar un punyal rudimentari construït a partir d’un raspall de dents esmolat a la cel·la. Segons Kim, en aquesta època va escriure una carta a un amic en la que se'l veia "presumir" i assenyalar com se sentia al matar. Segons els informes, aquesta carta explicava la seva motivació: "no podia suportar la idea que marxés de la seva vida".
El 10 de febrer de 2020, abans del seu judici, va canviar la seva declaració a culpable. Quatre dies després, es va anunciar públicament el vídeo que Clark va fer de Devins contra els seus desitjos. L'existència del vídeo va afectar significativament les afirmacions de Clark d'oblidar-se dels detalls de la seva mort. La seva sentència estava prevista pel 7 d'abril, però es va retardar a causa de la pandèmia COVID-19.
El 2 de juny, va presentar una notificació per retirar la seva declaració de culpabilitat, al·legant que el seu advocat l'havia fallat. Se li va denegar per la seva admissió de culpabilitat. La seva audiència va tenir lloc el 30 de setembre, i el 30 d’octubre es va elaborar una decisió per escrit. El 16 de març de 2021, Clark va ser condemnat a 25 anys de presó i cadena perpètua.
La seva mare, que va criticar la fiscalia per haver-lo retratat com un "monstre manipulador", va creure que la seva història a Internet no es relacionava amb un complot d'assassinat, malgrat que ella va veure les cerques a Internet del seu fill sobre com trobar l'artèria caròtide, com incapacitar o matar algú, i les recerques generals sobre asfíxia i penjar-se, relacionades amb els plans de suïcidi del seu fill. I ell va acabar expressant formalment el remordiment per les seves accions.

### Legislació
Kim Devins contactà amb el veterà congressista Anthony Brindisi, per demanar més control dels mitjans de comunicació socials com Instagram, perquè donessin resposta i permetessin als usuaris blocar missatges privats de desconeguts per exemple. Van prometre compartir els resultats d'una auditoria, demanada per Brindisi l'agost de 2019, tot i que pel desembre, Kim encara no havia rebut els resultats. Brindisi acabà demanant una investigació a la Comissió de Comerç Federal perquè investigués el cas i la implicació de les xarxes socials.
El 21 de setembre de 2020, la família de Brindisi i Devins varne presentar la "Bianca' Law". Una legislació proposada que requeriria totes plataformes de mitjans de comunicació socials amb més de 10 milions de dòlars d'ingressos i per damunt 100.000 usuaris mensuals, establir una oficina dedicada a identificar i eliminar contingut violent que violés els estàndards de moderació de la plataforma. Marianne Buttenschon i Joseph Griffo van introduir una llei que crearia penes criminals i civils per difondre una imatge d'una víctima de delicte amb l'intent de glorificació o assetjament del crim.
Devins va iniciar un programa de beques escolars amb el nom de Bianca per les estudiants dels graus de psicologia.
El juliol de 2021, la família de Devin va demandar l'oficina de l'Advocat de Districte del Comtat, acusant-lo de distribució de pornografia infantil. Els Devins havien conegut a través d'uns productors d'un documental sobre l'assassinat, que l'Oficina de l'Advocat de Districte havia fet arribar als productors del documental, informació íntima de la mort Bianca Devin i sobre l'activitat sexual d'ella també, així com continguts del seu telèfon que incloïen imatges d'ella despullada. Presumptament una blocaire de YouTube Alissa Tallman (coneguda també com a Antimone Layne), rebé també aquesta informació íntima per una petició d'accés a la informació pública que realitzà.